# 스체판 보베크
스체판 보베크(크로아티아어: Stjepan Bobek, 1923년 12월 3일 ~ 2010년 8월 22일)는 크로아티아계 유고슬라비아인인 축구 선수이다. 그는 선수 생활의 대부분을 FK 파르티잔에서 보냈으며, 1950년 FIFA 월드컵과 1954년 FIFA 월드컵, 2번의 월드컵에 유고슬라비아 축구 국가대표팀으로 출전하는 등 총 63경기 38골을 기록했다.